# Вилијам Хенри Перкин
Сер Вилијам Хенри Перкин, (12. марта 1838 – 14. јула 1907. године) био је енглески хемичар и предузетник, најпознатији по свом случајном открићу прве синтетичке органске боје, маувеин, направљену од анилина. Иако није успио да синтетише кинин за лијечење маларије, постао је успешан у области боја, после његовог првог открића са 18 година.
Перкин је направио фабрика за производњу боја у индустријским размерама. Ли Блазицик, професор историје на универзитету у Лидсу, каже: "Како је поставио основу за хемијску индустрију синтетичких боја, Перкин је довео до преокрета у свијету моде."

## Младост
Вилијам Перкин је рођен у Ист Енду, најмлађи од седморо дијеце Џорџа Перкина, успешног столара. Његова мајка, Сара, била је шкотског поријекла и преселио се у Источни Лондон као дијете. Он је крштен у парохијској цркви Светог Павла, Шадвел, која се доводи у везу са познатим личностима као Џејмс Кук, Џејн Рандолф Џеферсон (мајка Томаса Џеферсона) и Џон Визли.
Са 14 година, Перкин је похађао школз града Лондона, гдје је предавао Томас Хол, који је гајио његов научни таленат и подржавао га да настави каријеру у области хемије.

## Случајно откриће маувеина
Године 1853, у раном узрасту од 15 година, Перкин је се придружио Краљевском колеџу хемије у Лондону (сада дио Краљевског колеџа у Лондону), где је започео своје студије под водством Августа Вилхелма фон Хофмана. У то време хемија је још била примитивна: иако су основни елементи били откривени и методе за анализу пропорција елемената у многим једињењима, било је још увијек тешко одредити распоред елемената у једињењима. Хофман је објавио хипотезу о томе како би могао да се синтетише кинин, скупа природна супстанца за којом је постојала велика потражња јер се користила у лијечењу маларије. Пошто је Перкин постао један од помоћника Хофмана, започео је серију експеримената како би то остварио.
У време ускршњих празника 1856. године, док је Хофман био у посети својој родној Немачкој, Перкин је спровео неке додатне тестове у својој аматерској лабораторији у свом стану на горњем спрату своје куће у Источном Лондону. Овде је он направио своје велико случајно откриће: да се анилин може делимично трансформисати у сирову смешу, која, када се извлачи са алкохолом, производи супстанцу са интензивном љубичастом бојом. Перкин, који је био  заинтересован за сликарство и фотографију, одмах је постао одушевљени резултатом. Даља испитивања врши заједно са својим пријатељем Артуром Чрчом и његовим братом Томасом. Пошто ови експерименти нису били део рада на кинину, задатак који је Перкин добио, трио их је провео у колиби у Перкиновој башти, како би могли да држе то у тајности од Хофмана.
Они су се надали томе, да ће моћи да повећају производњу љубичасте супстанце и продају је као боје, коју су назвали маувеин. Почетни експерименти су показали да је он када се са њом обоји свила, боја се не губи приликом прања или излагања светлости. Они су послали неколико узорака у фарбару у Перту, Шкотска, и добили веома обећавајуће одговор од генералног директора компаније, Роберта Пулара. Перкин је поднео захтев за патент у августу 1856. године, када је још имао само 18 година.
У то време све боје које се користе за бојење тканине су биле природне супстанце, од којих су многи биле скупе и јако захтјевне за производњу. Поред тога, многим је недостајала стабилност, или постојаност. Љубичаста боја, која је била знак аристрократије и престижа од античких времена, била је посебно скупа и тешка за  производњу, јер боја која се користи, познат као Тириан љубичаста, правила од жлездане слузи одређених шкољки. Његова производња је била променљива и компликована па су зато Перкин и његов брат схватили да су открили могућу замену чија производња може бити комерцијално успешна.
Перкин није могао изабрати боље време и место за његово откриће: Енглеска је била колевка индустријске револуције, што је у великој мери условљено напретком у производњи текстила; хемија је напредовала до тачке у којој она може имати значајан утицај на производне процесе; као и катран који је био нуспроизвод при производњи угљеног гаса и кокса, користио се као сировина у другим.
Пошто је измислио боју, Перкин се и даље суочавао са проблемима прикупљања капитала за производњу, јефтином производњом, прилагођавањем за бојење памука,  као и да добије повјерење комерцијалних фарбара и стварање потребе за њим. Био је активан у свим овим областима: убиједио је свог оца да уложи капитал, а његова браћа су се удружила са њим  да изгради фабрику; он је измислио и везиво како би се боја могла сјединити са памуком; дао техничке савјете индустрији боје, и јавно је рекламирао свој проналазак боје. Потражња је порасла када је сличну боју почела да носи Краљица Викторија у Енглеској и царица Евгенија, супруга Наполеона III, у Француској, и када су кринолина или обручасте-сукње, постале је модерне. Све је ишло по плану: уз напоран рад и срећу, Перкин је постао богат. Након отварања маувеина, многе нове анилин боје су се појавиле (неке је открио Перкин лично), и фабрике за њихову производњу су изграђене широм Европе.

## Смрт
Перкин је умро 1907. године од упале плућа и других компликација услед пуцања апендикса. Сахрањен је у Крајстчрчу, Харов, Мидлесекс.

## Породица
Перкин је оженио  у Џемиму Харијет, ћерку Џона Лисет, 1859. године, из тог брака је имао два сина, (Вилијам Хенри Перкин-млађи и Артур Џорџ Перкин). Перкинов други брак је био са Александрином Каролине, ћерком Хелмана Молво са којом се оженио 1866. години. У овом браку Перкиј не добио једног сина (Фридрих Молво Перкин) и четири кћери. Сва три сина су постали хемичари.